# Grand Matabiau
Le Grand Matabiau (anciennement Toulouse Euro-Sud-Ouest) est le nom d'un projet d'urbanisme de la ville de Toulouse situé dans le quartier de Matabiau correspondant au futur quartier d'affaires de la ville.

## Géographie
Ce projet urbain composé d'un pôle multimodal, d'un quartier d’affaires et de logements est déployé à Toulouse (Occitanie) dans le quartier de Matabiau et plus particulièrement sur les sites actuels de la gare de Toulouse-Matabiau et de la gare Raynal.

## Historique
Le projet est envisagé depuis des années et est repoussé, tout comme la LGV Bordeaux - Toulouse auquel il est lié.
Le 25 février 2019 c'est l'ouverture de l'enquête publique sous le nom de Toulouse EuroSudOuest, (L’enquête publique s'est déroulée du 14 mars au 30 avril 2019). Le projet renommé Grand Matabiau a été déclaré d’utilité publique par arrêté du 16 décembre 2019.

## Projet
Initié en 2017, le projet doit s'étendre jusqu'à 2030 environ. Il prévoit autour de Matabiau et du pôle d'échanges multimodal le développement de 300 000 m2 destinés aux activités tertiaires et 200 000 m2 destinés aux logements ainsi qu'un développement important de l'accès aux différents modes de transports publics en particulier à travers une nouvelle Ligne à Grande Vitesse, la création d'une nouvelle ligne de métro et le développement de l’offre de transports en commun. Il prévoit la transformation du quartier en quartier à vivre selon la terminologie de la société publique locale d'aménagement chargée du projet et la construction de la Tour d'Occitanie,.
À la suite de l'enquête publique de création de la première OAP Avenue de Lyon/ Saint-Laurent (Orientation d'Aménagement et de Programmation) du projet Grand Matabiau Quai d'Oc, et des réserves formulées par les commissaires enquêteurs les hauteurs de constructions seront limitées à 35 mètres le long de l'avenue de Lyon mais avec au moins 1 émergence possible à 60 mètres.
La première tranche de l'OAP Lyon/Saint-Laurent comprend :
- 13 000 m2 de bureaux SNCF (Raynal-Gare Basse) prévue pour une livraison en 2023
- Un campus tertiaire composé de différents immeubles, totalisant environ 60 000 m2 de surface de plancher
- 3 immeubles de logements totalisant environ 4 000 m2 de surface de plancher.

### Aménagement du parvis de la gare
Les premiers travaux modernisent et agrandissent la gare de Toulouse-Matabiau, et aménagent un parvis, qui recouvrira une  partie du canal du midi à l'entrée de l’écluse Bayard, devant la gare. Cette couverte est une plateforme en bois qui permettra un accès plus facile vers la rue Bayard,. Fin des travaux prévus fin 2019.

### Tour Occitanie
Le premier projet tertiaire prévu se situe sur l'emprise SNCF avec l'îlot ex-centre de tri postal. Il s'agit de la Tour Occitanie dont le groupement lauréat constitué de la Compagnie de Phalsbourg avec les architectes Libeskind et Cardete&Huet a été dévoilé lors du MIPIM 2017. La tour comprendra 30 000 m2 dont 11 000 destinés aux bureaux, 7 000 à un hôtel Hilton, environ 100 logements, 2 000 m2 de commerces et 1 500 m2 pour les locaux de la SNCF. La Tour Occitanie serait haute de 153,5 mètres,.

## Pôle d'échanges multimodal
- TGV, Intercités
- TER
- Marengo – SNCF
- (2028) :
- Bonnefoy
- Raisin
- L8
14232739
- Gare routière de Toulouse réseau interurbain départemental Arc-en-Ciel (devenu LiO en 2018) (lignes 915, 920, 924, 925, 940, 941, 942, 945, 946, 947 et 948), navette de l'aéroport Toulouse-Blagnac. ainsi que diverses compagnies privées.

## Controverses
Grandement controversé le projet est accusé par ses détracteurs de vouloir transformer un quartier populaire en quartier d'affaires destiné aux plus fortunés, l'utilité de la construction d'un gratte ciel est également remise en question, les associations craignant une hausse conséquente des loyers et des prix tout comme des impôts locaux dans le secteur autour de ce quartier d'affaires. La construction de dizaines de milliers de mètres carrés de bureaux alors même que Toulouse compte un grand nombre de bureaux vacants est également remise en cause.